# Namibiotrupes zumpti
Namibiotrupes zumpti is een keversoort uit de familie cognackevers (Bolboceratidae). De wetenschappelijke naam van de soort werd in 1955 gepubliceerd door Georg Frey.